# 外江梨园公所
外江梨园公所，位于中国广东省潮州市市区，为潮州市的一个市、县级文物保护单位，类型为古建筑，公布时间为1987年12月。
外江梨园公所的历史年代为清光绪重修。